# Vinci (film)
Vinci – polska sensacyjna komedia kryminalna z 2004 rokum w reżyserii Juliusza Machulskiego.

## Fabuła
Cuma (Robert Więckiewicz), złodziej dzieł sztuki, nieoczekiwanie opuszcza więzienie dzięki pomocy pasera Grubego (Mieczysław Grąbka). Pomoc nie jest bezinteresowna – Cuma otrzymuje zlecenie kradzieży obrazu Dama z gronostajem Leonarda da Vinci, z Muzeum Czartoryskich w Krakowie. Złodziej prosi o pomoc przyjaciela Juliana (Borys Szyc), dawnego kolegę po fachu. Ten ma dług wdzięczności wobec Cumy, więc decyduje się mu pomóc, co jednak jest trudne, bo gdy Cuma siedział w więzieniu, Julian został policjantem.
Julian z jednej strony pomaga Cumie w przygotowaniach do kradzieży, z drugiej zaś przygotowuje plan zamiany obrazu, by z Polski nie zniknęło najcenniejsze dzieło sztuki. Zwraca się o pomoc do starego fałszerza Hagena (Jan Machulski), który odsyła go do niezwykle utalentowanej studentki Magdy (Kamila Baar).
Całą sprawę usiłuje rozwikłać komisarz Wilk (Marcin Dorociński), który słusznie przypuszcza, że Cuma opuścił więzienie tylko po to, by ukraść dla kogoś „Damę z gronostajem”. Mimo to dochodzi do spektakularnej kradzieży.

## Obsada
- Borys Szyc – Julian Paulewicz, „Szerszeń”
- Robert Więckiewicz – Robert Cumiński, „Cuma”
- Kamilla Baar – Magda
- Jan Machulski – Tadeusz Hagen
- Marcin Dorociński – komisarz Łukasz Wilk
- Łukasz Simlat – policjant Marcin Kudra
- Dominik Bąk – Szymański
- Andrzej Glazer – Tałaj
- Mieczysław Grąbka – paser Gruby
- Halina Łabonarska – dyrektor Muzeum Czartoryskich
- Karina Seweryn – przewodniczka w Muzeum Czartoryskich
- Dorota Kolak – Barbara Sykalska
- Aleksander Machalica – Piotr Krętałowicz
- Wojciech Duryasz – Kreft
- Jacek Król – Werbus
- Joanna Litewka – córka Werbusa
- Piotr Litewka – syn Werbusa
- Jerzy Grałek – doktor Wiaderny
- Beata Schimscheiner – sprzątaczka w komendzie policji
- Masakazu Miyanaga – Tanaka
- Halina Wyrodek – Zofia Cumińska, matka „Cumy”

## Produkcja
Okres zdjęciowy: 14 kwietnia – 21 maja 2004. Plenery: Kraków (Stare Miasto, Kazimierz, Nowa Huta, Grand Hotel), lotnisko w Balicach, Kalwaria Zebrzydowska, Warszawa, Dubie (k. Krzeszowic).

## Nagrody i nominacje
- 2004: 29. Festiwal Polskich Filmów Fabularnych – Nagroda za scenariusz (Juliusz Machulski)[1]
- 2004: Festiwal Courmayeur Noir in – Wyróżnienie dla Roberta Więckiewicza i Borysa Szyca[1]
- 2005: Polskie Nagrody Filmowe „Orły”[1]:
  - Nominacja do nagrody za najlepszą reżyserię (Juliusz Machulski)
  - Nominacja do nagrody za najlepszy scenariusz (Juliusz Machulski)
- 2012: Złota Kaczka – Nagroda dla najlepszej aktorki polskich filmów sensacyjnych (Kamilla Baar)[1]